# 国立新竹教育大学
国立新竹教育大学（こくりつしんちくきょういくだいがく、國立新竹教育大學、National Hsinchu University of Education）は、台湾新竹市に位置する中華民国の国立大学である。前身が師範学校であり、現在も教員育成に主眼を置いた高等教育を実施している。

## 歴史
| 年     | 月日 | 事跡 |
| ------ | ---- | --- |
| 1940年 |      | 日本政府より新竹にて「台湾総督府新竹師範学校」が設立された。 |
| 1943年 |      | 台湾総督府台中師範学校と合併し、「台湾総督府台中師範学校予備科」となった。                                                                                         |
| 1945年 |      | 台湾総督府台中師範学校が台湾省立台中師範学校に名前変更、もって本校の予備科も「台湾省立台中師範学校第二部」と改名。                                                 |
| 1946年 |      | 台中師範学校と分立され、命令に応じて「台湾省立新竹師範学校」と名前変更。                                                                                           |
| 1965年 |      | 政令により、「台湾省立新竹師範学校専科学校」と改名され、五年制の国民学校教師育成部、国民学校美術教師育成部及び二年制の幼児教育教師部という三つの部が設けられた。   |
| 1987年 |      | 「台湾省立新竹師範学院」となり、初等教育、語学教育、数理教育、社会科教育及び美術労作教育の五つの科目が設けられ、また二年制の幼児教育教師育成部(付属)も設けられた。 |
| 1991年 |      | 師範教育の全体的な発展を考慮されたうえ、「国立新竹師範学院」と改名。                                                                                               |
| 2005年 |      | 教育学部、人文・社会科学と芸術学部、理学部の三つの学部からなる「国立新竹教育大学」が正式に発足した。                                                               |
| 2016年 |      | 国立清華大学に統合。同大学の南大キャンパスになる。 |

## 組織

### 教育学部
- 教育と学習科学技術専攻（学科、研究科）
- 体育専攻（学科、研究科）
- 幼児教育専攻（学科、研究科）
- 特殊教育専攻（学科、研究科）
- 教育心理とカウンセリング専攻（学科、研究科）
- 人力資源とデジタル学習科学技術専攻（研究科）

### 理学部
- 応用数学専攻（学科、研究科）
- 応用科学専攻（学科、研究科）
- 数学と科学教育専攻（研究科）

### 人文・社会科学と芸術学部
- 音楽学専攻（学科、研究科）
- 中国語と中国文学専攻（学科、研究科）
- 芸術と設計専攻（学科、研究科）
- 英語教育専攻（学科、研究科）
- 環境・文化資源専攻（学科、研究科）
- 台湾言語研究と教育専攻（研究科）